# São José do Jacuípe
São José do Jacuípe is een gemeente in de Braziliaanse deelstaat Bahia. De gemeente telt 11.134 inwoners (schatting 2009).